# 鄭處誨
鄭處誨（?—?），字延美，唐朝荥阳人。郑馀庆之孙，鄭澣之子。鄭允謨、鄭茂諶的弟弟，郑从谠的哥哥。
郑处诲于兄弟之间文章秀拔，早年被士友所推重。太和八年（834年）登进士第。出仕在秘书省任职，韦温为宣歙观察使，辟郑处诲为观察判官。转任监察御史、拾遗、尚书郎、给事中。大中三年（849年）十一月，唐宣宗以职方员外郎郑处诲兼御史知杂。咸通三年（862年）十一月，唐懿宗以吏部侍郎郑处诲、萧仿、吏部员外郎杨俨、户部员外郎崔彦昭等试宏词选人。郑处诲升任工部侍郎、刑部侍郎，出为越州刺史、浙东观察使、检校刑部尚书、汴州刺史、宣武军节度观察等使，在汴州去世。
郑处诲族父郑朗为定州义武军节度使时，郑处诲为工部侍郎，因早朝在待漏院假寐，梦到自己为浙东观察使，经过汴州，郑朗为汴州宣武军节度使，为他设酒践行，仰视屋梁，用黄土涂饰，宾客他也都认识。第二年，郑朗从定州改镇宣武，征辟韦重掌书记。韦重将出发，郑处诲把那个梦告诉他。再一年，郑处诲转任刑部侍郎。其年秋天，授浙东观察使。行至潼关，郑朗派遣从事迎劳，还送上亲笔信，叫他写下当年的梦。等到至汴州，设宴在清暑亭，宾客都和梦中相符。郑朗仰视屋梁：“这也是黄土。”四座感叹很长时间。五年后，郑朗去世，郑处诲为汴州节度使，于是赋诗一章，刻在厅堂上，以表明思念郑朗之悲。
郑处诲博雅好古，勤于著述，撰集很多著作。为校书郎时，李德裕有《次柳氏旧闻》，郑处诲认为未详，撰次《明皇杂录》三篇，为时盛传。